# Echenais felicis
Echenais felicis är en fjärilsart som beskrevs av Rebillard 1958. Echenais felicis ingår i släktet Echenais och familjen Riodinidae. Inga underarter finns listade i Catalogue of Life.